# Esfendadates I Camsaracano
Esfendadates I Camsaracano (em armênio/arménio: Սպանդարատ Կամսարացան; romaniz.: Spandarat Kamsarakan) foi um nobre armênio do século IV.  

## Nome
O antropônimo Spandarat se liga ao parta *Spandadāt(a-) e Spanddātak [spndtk], o iraniano antigo *Spanta-dāta-, o avéstico Spəṇtā- [Armaiti-/Mainiiu-] e Spəntōdāta-, o persa médio Spanddād, o persa novo Isfandiar (Isfandyār) do Xanamé, o báctrio Ασπανδολαδο (Aspandolado), o sodiano Espandat, o aramaico Spntdt e o grego Σφενδαδάτης (Sfendadates).

## Vida
Era filho de Arsabero I. O rei Ársaces II (r. 350–368), ao invejar Artogerassa e Eruandaxata, ambas dos Camsaracanos, manda que a família fosse massacrada. Segundo Fausto, o Bizantino, Vasaces I Mamicônio resgata Esfendadates e ele subsequentemente herda esses domínios. Para Moisés de Corene, escapou por estar nas terras de sua esposa arsácida em Tarauno e Astianena. Ao saber do ocorrido, migrou ao Império Romano com seus filhos Savarso e Gazavão I e sua família.